# Michaela Sohn-Kronthaler
Michaela Sohn-Kronthaler (* 12. März 1969 in Bruck an der Mur) ist eine österreichische katholische Kirchenhistorikerin. Sie ist Professorin für Kirchengeschichte an der Universität Graz.

## Leben
Sie studierte katholische Fachtheologie, selbstständige Religionspädagogik und christliche Philosophie in Graz und Innsbruck. Nach der Promotion und Habilitation im Fach Kirchengeschichte wurde sie 2002 Leiterin des Instituts für Kirchengeschichte und kirchliche Zeitgeschichte an der Katholisch-Theologischen Fakultät der Karl-Franzens-Universität Graz. Ihre Forschungsschwerpunkte sind Kirchengeschichte des Mittelalters und der Neuzeit, kirchliche Zeitgeschichte, historisch-theologische Frauen- und Geschlechterforschung sowie kirchliche Landesgeschichte. Seit 10. November 2021 ist sie Vorsitzende der Arbeitsgemeinschaft der katholischen Kirchenhistoriker und Kirchenhistorikerinnen Österreichs.
Sie ist verheiratet mit dem Historiker Andreas Sohn.

## Auszeichnungen
- 2001: Kardinal-Innitzer-Förderungspreis für Theologie

## Publikationen (Auswahl)
- Die Frauenfrage als treibende Kraft. Hildegard Burjans innovative Rolle im Sozialkatholizismus und politischen Katholizismus vom Ende der Monarchie bis zur "Selbstausschaltung" des Parlamentes (= Grazer Beiträge zur Theologiegeschichte und kirchlichen Zeitgeschichte, Band 8). Styria, Graz u. a. 1995, ISBN 3-222-12358-6 (zugleich Dissertation, Graz 1994).
- als Herausgeberin: Kirche in Gesellschaft und Politik. Von der Reformation bis zur Gegenwart. Festgabe für Maximilian Liebmann zum 65. Geburtstag. Mit einer Würdigung von Heinz Hürten. Austria-Medien-Service, Graz 1999, ISBN 3-85333-043-6.
- als Herausgeberin: Christentum und Kirche in der Steiermark. Teil 5. Prägende Frauen der steirischen Kirchengeschichte. Echo-Buchverl., Kehl am Rhein 2000, ISBN 3-927095-52-4.
- als Herausgeberin: Akademischer Festakt für Herrn Dekan O. Univ.-Prof. Dr. Maximilian Liebmann, Vorstand des Instituts für Kirchengeschichte und Kirchliche Zeitgeschichte, Vorsitzender der ARGE der ProfessoInnen der Kirchengeschichte Österreichs. Zeit: 12. Oktober 1999. Ort: Meerscheinschlössl, Graz (= Grazer Universitätsreden, Band 73). Kienreich, Graz 2000, OCLC 156800855.
- als Herausgeberin: Lebensbilder steirischer Bischöfe. Mit Beiträgen von Karl Amon (= Veröffentlichungen des Steiermärkischen Landesarchives, Band 29). Styria, Graz u. a. 2002, ISBN 3-222-12995-9.
- als Herausgeberin mit Heimo Kaindl unter Mitarbeit von Christian Blinzer und Evelyn Seufzer: Frau. Macht. Kirche. Ausstellung: Frau. Macht. Kirche., 9. Mai bis 15. Oktober 2006. Diözesanmuseum, Graz 2006, ISBN 3-901810-18-8.
- als Herausgeberin: Christentum und Kirche in der Steiermark. Teil 6. Maria – Verehrung und Wallfahrt in der Steiermark. Echo-Buchverl., Kehl am Rhein 2007, ISBN 978-3-88786-324-1.
- mit Andreas Sohn: Frauen im kirchlichen Leben. Vom 19. Jahrhundert bis heute (= Topos-Taschenbücher, Band 672). Verl. Tyrolia, Innsbruck 2008, ISBN 978-3-8367-0672-8.
- als Herausgeberin mit Rudolf K. Höfer unter Mitarbeit von Nina Kogler und Christian Blinzer: Laien gestalten Kirche. Diskurse – Entwicklungen – Profile. Festgabe für Maximilian Liebmann zum 75. Geburtstag (= Theologie im kulturellen Dialog, Band 18). Tyrolia, Innsbruck u. a. 2009, ISBN 978-3-7022-3047-0.
- als Herausgeberin mit Ruth Albrecht: Die Bibel und die Frauen. Bd. 8: 19. Jahrhundert. Fromme Lektüre und kritische Exegese im langen 19. Jahrhundert. Verlag W. Kohlhammer, Stuttgart 2014, ISBN 3-17-022547-2.
- als Herausgeberin mit Paul Zahner und Willibald Hopfgartner unter Mitarbeit von Stephanie Glück: Zwischen Gebet, Reform und sozialem Dienst. Franziskanisch inspirierte Frauen in den Umbrüchen ihrer Zeit (= Theologie im kulturellen Dialog, Band 29). Tyrolia, Innsbruck u. a. 2015, ISBN 3-7022-3392-X.
- als Herausgeberin mit Paul Zahner und Eduard Prenga unter Mitarbeit von Stephanie Glück: Widerstand – Martyrium – Erinnerung. Franziskanische Reaktionen auf den Nationalsozialismus (= Theologie im kulturellen Dialog, Band 32). Tyrolia, Innsbruck u. a. 2017, ISBN 3-7022-3581-7.